# 川上夏子
川上 夏子（かわかみ なつこ、1997年6月16日 - ）は、元愛媛朝日テレビのアナウンサー。

## 来歴
高知県高知市出身。城北中学校、土佐塾高等学校を経て神戸女学院大学文学部出身。甲子園球場で4年間ビールの売り子をしていた。同期入社は松浦宏子、木和田優衣。

## 担当番組
- らぶちゅちゅ[1]
- eatニュース